# Andrea Palini
Andrea Palini (Gardone Val Trompia, Itália, 16 de junho de 1989) é um ciclista italiano.

## Biografia
Após ter ganhado o campeonato de Itália em estrada em categoria júnior em 2007, Andrea Palini alinhou em 2012 pela equipa continental Team Idea. Palini ganhou a sua primeira vitória como profissional em março, ao ganhar a primeira etapa da Settimana Coppi e Bartali. Em agosto, Palini ganhou a Danilo Di Luca no sprint pelo segundo posto dos Três Vales Varesinos chegando a um minuto do canadiano David Veilleux que foi o vencedor final. Alguns dias mais tarde também acaba segundo no Grande Prêmio Indústria e Comércio Artigianato Carnaghese a um segundo do ganhador Diego Ulissi.

## Palmarés
2009 (como amador)
- Troféu Cidade de Brescia

2012
- 1 etapa da Settimana Coppi e Bartali

2013
- 1 etapa da Tropicale Amissa Bongo

2014
- 1 etapa do Tour de Hainan

2015
- 2 etapas do Tour do Egipto
- 1 etapa da Tropicale Amissa Bongo
- 2 etapas do Tour de Hainan
- 1 etapa do Sharjah Tour
- 1 etapa da Jelajah Malaysia

2016
- 2 etapas da Tropicale Amissa Bongo
- 1 etapa do Tour de Langkawi

2017
- 1 etapa do Tour de Sibiu[3]